# 藤原当幹
藤原 当幹（ふじわら の まさもと）は、平安時代前期から中期にかけての公卿。藤原南家巨勢麻呂流、右兵衛督・藤原良尚の九男。官位は従三位・参議。

## 経歴
昌泰元年（898年）35歳で文章生に補せられると、左衛門少尉・六位蔵人を歴任し、延喜4年（904年）従五位下・下野守に叙任され地方官に転じる。
延喜9年（909年）左大臣・藤原時平の没後まもなく左衛門権佐として京官に復帰すると、延喜10年（910年）従五位上・右少弁、延喜13年（913年）左少弁、延喜15年（915年）正五位下、延喜17年（917年）従四位下と、醍醐朝中期には弁官を務めながら順調に昇進する。のち右京大夫・大宰大弐を経て、延喜23年（923年）60歳で参議に任ぜられ公卿に列した。
延長3年（925年）以降、醍醐朝末から朱雀朝にかけて、議政官として長く治部卿を兼ねる一方、延長6年（928年）従四位上、承平4年（934年）正四位下と昇進し、承平7年（937年）従三位に至る。年来からの病気により公務を務められないとして、天慶4年（941年）2月以降辞官を請うていたが、同年11月4日八坂東院にて薨去。享年78。最終官位は参議従三位治部卿。

## 官歴
『公卿補任』による。
- 昌泰元年（898年） 春：文章生（字藤興）
- 昌泰4年（901年） 正月27日：左衛門少尉
- 延喜3年（903年） 2月：兼山城権掾。5月7日：六位蔵人
- 延喜4年（904年） 正月7日：従五位下（氏爵）。正月25日：下野守
- 延喜9年（909年） 4月22日：左衛門権佐
- 延喜10年（910年） 正月7日：従五位上。正月21日：昇殿。5月29日：右少弁
- 延喜13年（913年） 4月15日：左少弁
- 延喜15年（915年） 正月7日：正五位下。正月12日：兼山城守。6月25日：兼木工頭
- 延喜17年（917年） 11月17日：従四位下（朔旦冬至）
- 延喜18年（918年） 正月12日：右京大夫。3月7日：昇殿
- 延喜20年（920年） 正月30日：大宰大弐
- 延喜23年（923年） 正月12日：参議。正月22日：太宰大弐如元
- 延長3年（925年） 正月30日：止大弐。参議如元。10月14日：兼治部卿
- 延長5年（927年） 11月16日：兼讃岐守
- 延長6年（928年） 正月7日：従四位上
- 承平元年（932年） 12月17日：止讃岐守
- 承平3年（933年） 正月13日：兼備前権守
- 承平4年（934年） 正月7日：正四位下
- 承平5年（935年） 2月23日：兼近江権守
- 承平7年（937年） 正月7日：従三位、止近江権守
- 天慶3年（940年） 3月25日：兼播磨守
- 天慶4年（941年） 11月4日：薨去（参議従三位治部卿）

## 系譜
『尊卑分脈』による。
- 父：藤原良尚
- 母：菅野高年の娘
- 妻：藤原氏江の娘
- 生母不明の子女
  - 男子：藤原有方